# Psyllaephagus claripes
Psyllaephagus claripes är en stekelart som beskrevs av Trjapitzin 1967. Psyllaephagus claripes ingår i släktet Psyllaephagus och familjen sköldlussteklar. Inga underarter finns listade i Catalogue of Life.